# ウィリアム・カドガン (初代カドガン伯)

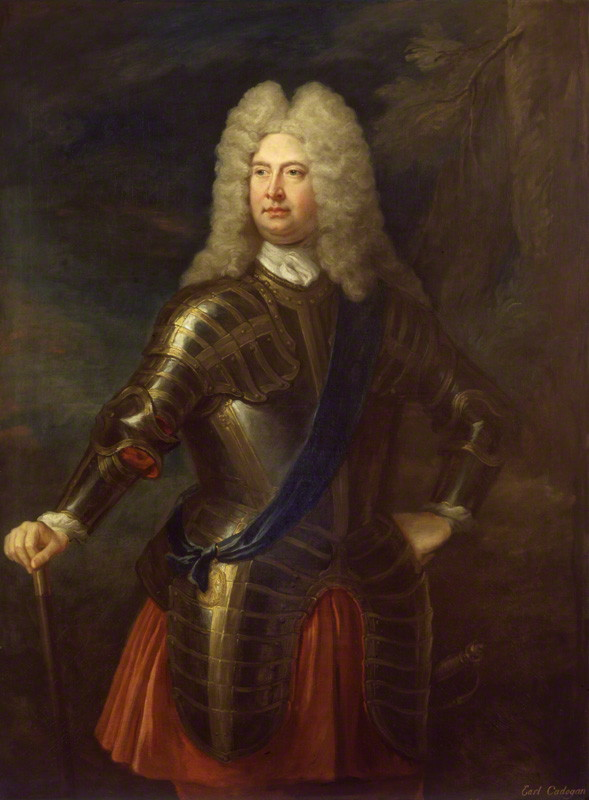
初代カドガン伯爵ウィリアム・カドガン

初代カドガン伯爵ウィリアム・カドガン（William Cadogan, 1st Earl Cadogan, 1675年 - 1726年7月17日）は、イギリスの軍人、政治家。スペイン継承戦争でイギリスの司令官マールバラ公ジョン・チャーチルに仕えて従軍、平民から貴族に出世した。
弁護士ヘンリー・カドガンの長男として生まれ、ウェストミンスター・スクールとトリニティ・カレッジで学習した後1690年に軍隊に入隊、マールバラ公のアイルランド遠征に従いコークとキンセールを落とし、1701年に竜騎兵を率いる少佐に昇進した。同年に補給局長に任命され、軍の輜重を任されるようになった。
スペイン継承戦争ではマールバラ公が率いる軍勢を支え、1704年にオランダからドイツ南方のドナウ川まで総距離400kmに及ぶ長距離行軍で補給と行軍の手配を行い、シェレンベルクの戦いとブレンハイムの戦いに参戦、1706年のラミイの戦いでは偵察役を務め、戦闘中は陽動のため敵に攻撃していた右翼の引き上げ及び左翼への部隊移動を行った。1708年のアウデナールデの戦いでは敵より先に戦場に到達、スヘルデ川に舟橋を架けて付近の村を制圧、橋頭堡を築いて本隊到着までフランス軍の攻撃を耐え切り勝利に貢献した。1709年のマルプラケの戦いとモンス包囲で首を負傷している。
1711年にマールバラ公が失脚した後も大陸に残ったが、1712年に後任の司令官・オーモンド公がイギリス軍を大陸から引き上げさせた時、命令に従わず亡命、先にイギリスから大陸へ亡命したマールバラ公の後を追って同行、イギリスとマールバラ公の仲介に手を尽くした。1714年にジョージ1世が即位、マールバラ公を失脚させたトーリー党が失脚・弾劾されホイッグ党が政権を握るとマールバラ公と共に帰国、1715年にジャコバイトが反乱を起こすと総指揮を執り反乱を鎮圧した。
1716年にバークシャー・レディングの土地を購入して宮殿を建造した。また、同年にカドガン男爵に叙爵されシッスル勲章を受勲、1717年に枢密院のメンバーに選ばれ、1718年にカドガン伯爵に叙されワイト島の総督に任命され、1722年に兵站部総監（en）とグレナディアガーズ隊長に任じられるなどホイッグ党政権下で厚遇された。1726年に51歳で死去、息子がいなかったためカドガン伯爵は廃絶。弟への特別継承権が認められていたカドガン男爵のみ弟のチャールズが継承した。
1704年にハーグでマーガレット・セシリア・ミュンターと結婚、2人の娘を儲けた。長女サラはイングランド王チャールズ2世とルイーズ・ケルアイユの庶出の孫に当たるリッチモンド公チャールズ・レノックスと結婚、次女マーガレットはポートランド伯ウィリアム・ベンティンクの息子チャールズ・ジョン・ベンティンクと結婚した。